# Congénies
Congénies este o comună în departamentul Gard din sudul Franței. În 2009 avea o populație de 1.553 de locuitori.

## Evoluția populației
| An        | 1975 | 1982 | 1990 | 1999  | 2006  | 2009  |
| --------- | ---- | ---- | ---- | ----- | ----- | ----- |
| Populație | 496  | 596  | 903  | 1.072 | 1.467 | 1.553 |